# Julien Morice
Julien Morice (Vannes, 20 juli 1991) is een voormalig Frans baan- en wegwielrenner.

## Baanwielrennen

### Palmares
| Jaar     | NK                                            | EK                   | WK            | Overig   |
| Junioren | Junioren                                      | Junioren             | Junioren      | Junioren |
| -------- | --------------------------------------------- | -------------------- | ------------- | -------- |
| 2008     |                                               | Ploegenachtervolging |               |          |
| 2009     | Achtervolging                                 | Ploegenachtervolging |               |          |
| Beloften |                                               |                      |               |          |
| 2010     |                                               | Ploegenachtervolging |               |          |
| 2011     |                                               |                      |               |          |
| 2012     |                                               |                      |               |          |
| 2013     |                                               | Ploegenachtervolging |               |          |
| Eltie    |                                               |                      |               |          |
| 2010     | Ploegenachtervolging · Achtervolging          |                      |               |          |
| 2011     | Ploegenachtervolging · Achtervolging          |                      |               |          |
| 2012     | Ploegenachtervolging                          |                      |               |          |
| 2013     | Ploegenachtervolging · Achtervolging          |                      |               |          |
| 2014     | Achtervolging · Ploegenachtervolging          |                      |               |          |
| 2015     | Ploegenachtervolging · Omnium · Achtervolging |                      | Achtervolging |          |
| 2016     |                                               |                      |               |          |
| 2017     | Ploegenachtervolging · Achtervolging          |                      |               |          |

## Wegwielrennen

### Overwinningen
2018
1e etappe Ronde van Sharjah

### Resultaten in voornaamste wedstrijden
| Jaar | Ronde van Italië | Ronde van Frankrijk | Ronde van Spanje |
| ---- | ---------------- | ------------------- | ---------------- |
| 2015 |                  |                     |                  |
| 2016 |                  |                     | 150e             |
| 2017 |                  |                     |                  |
| 2018 |                  |                     |                  |
| 2019 |                  |                     |                  |
| 2020 |                  |                     |                  |
| 2021 |                  |                     |                  |
| 2022 |                  |                     |                  |

| Jaar | Gent-Wevelgem | Ronde van Vlaanderen | Parijs-Roubaix | Parijs-Tours |
| ---- | ------------- | -------------------- | -------------- | ------------ |
| 2015 |               |                      | 128e           |              |
| 2016 | opgave        | opgave               | opgave         | 143e         |
| 2017 |               | 95e                  | opgave         |              |
| 2018 | 149e          | opgave               | 53e            |              |
| 2019 |               | opgave               | opgave         | 46e          |
| 2020 | 87e           |                      |                |              |
| 2021 | opgave        |                      |                |              |
| 2022 | 94e           | 103e                 | 53e            |              |

## Ploegen
2013 –  Team Europcar (stagiair vanaf 1 augustus)
2015 –  Team Europcar
2016 –  Direct Énergie
2017 –  Direct Énergie
2018 –  Vital Concept Cycling Club
2019 –  Vital Concept-B&B Hotels
2020 –  B&B Hotels-Vital Concept p/b KTM
2021 –  B&B Hotels p/b KTM
2022 –  B&B Hotels-KTM